# Југозападна Енглеска
Југозападна Енглеска (енгл. South West England) једна је од девет регија Енглеске. Грофовије које се налазе у њој су: Самерсет, Глостершир, Вилтшир, Дорсет, Девон и Корнвол.